# Атя
Атя — река в России, протекает по Ашинскому району Челябинской области. Устье реки находится в 19 км от устья по левому берегу реки Ук. Длина реки составляет 24 км.
Протекает через посёлок Сухая Атя.
Система водного объекта: Ук → Сим → Белая → Нижнекамское водохранилище → Кама → Волга → Каспийское море.

## Данные водного реестра
По данным государственного водного реестра России относится к Камскому бассейновому округу, водохозяйственный участок реки — Сим от истока и до устья, речной подбассейн реки — Белая. Речной бассейн реки — Кама.
Код объекта в государственном водном реестре — 10010200612111100019195.